# Sociometría
La sociometría es un método cuantitativo para medir las relaciones sociales desarrollado por el psicoterapeuta Jacob Levy Moreno en sus estudios sobre la relación entre las estructuras sociales y el bienestar psicológico.
El término se refiere a sociometría su etimología latina, socius que significa compañero, y metrum que significa medir. Jacob Moreno define la sociometría como «la investigación sobre la evolución y organización de grupos y la posición de los individuos dentro de dichos grupos». Entendiendo por dichos grupos aquellos formados por un conjunto humano cuyos elementos se conocen, se influyen mutuamente y poseen objetivos en común. Escribió: «A medida que la... ciencia de la organización del grupo, que ataca el problema no desde la estructura externa del grupo, ni de la superficie del grupo, sino de la estructura interna». Las exploraciones sociométricas revelan que las estructuras ocultas que dan a un grupo su forma: las alianzas, los subgrupos, las creencias ocultas, los programas prohibidos, los acuerdos ideológicos, «estrellas del espectáculo».
Desarrolló la sociometría dentro las nuevas ciencias, aunque su objetivo último sea la trascendencia y no la ciencia la misma. «Al tomar decisiones sobre la base de criterios, abierto y lleno de energía, Moreno espera que los individuos sean más espontáneos, y de las organizaciones y las estructuras de los grupos se conviertan en fresco, claro y alegre». Una de las innovaciones de Moreno en la sociometría fue el desarrollo del sociograma, un método sistemático para la representación gráfica de los individuos como puntos / nodos y las relaciones entre ellos, como líneas / arcos. Moreno, quien escribió ampliamente sobre su forma de pensar, las aplicaciones y los resultados, también fundó una revista titulada La sociometría. Dentro de la sociología, la sociometría tiene dos ramas principales la sociometría de investigación y la aplicación de la sociometría. La sociometría de la investigación es la investigación-acción con los grupos de exploración de las redes socioemocional de las relaciones con los criterios especificados por ejemplo. ¿Quién en este grupo no quiere sentarse a su lado en el trabajo? ¿Quién en el grupo va en busca de consejos sobre un problema de trabajo? ¿Quién en el grupo te hace ver y satisfacer un liderazgo en el proyecto pendiente? A veces llamada «exploración de la red», la sociometría de investigación hace ver los patrones relacionales en las poblaciones pequeñas (individuales y grupos pequeños) y más grandes, como las organizaciones y barrios? Los sociometristas aplican y utilizan un conjunto de métodos para ayudar a las personas y grupos de opinión, ampliar y desarrollar sus actuales relaciones redes psicosociales y redes de relaciones. Ambos campos de la sociometría existen para producir, a través de su aplicación, una mayor espontaneidad y la creatividad de los individuos y grupos.

## Historia
Los sociogramas fueron creados por Jacob Levy Moreno en 1934, para medir lazos interpersonales en grupos pequeños. Estos sociogramas, utilizados para estudiar la dinámica de grupos, dieron origen a la sociometría. Buena parte de los primeros estudios de sociometría se publicaron en la revista científica Sociometry, fundada por Moreno en 1937, y que tras el surgimiento de la psicología social en los años 1950, fue rebautizada como Social Psychology, para a finales de los años 1970 volver a cambiar su nombre por Social Psychology Quarterly.

## Criterios de Moreno para los test sociométricos
En sociometría, el método de sociometría experimental y la ciencia de la sociedad: una aproximación a una nueva orientación política, Moreno describe la profundidad a la que un grupo tiene que ir a por el método que se va "sociométricos". El término para él, tenía un sentido cualitativo y no se aplican a menos que los criterios del proceso de grupo se cumplieron. Una de ellas es que existe un reconocimiento de la diferencia entre la dinámica del proceso y el contenido manifiesto. Para citar a Moreno: "hay una profunda discrepancia entre el funcionario y el comportamiento de secreto de los miembros". Moreno aboga por que antes de que cualquier "programa social" puede ser propuesto, el sociometrista tiene que "tener en cuenta la constitución real del grupo."
Otros criterios son: la regla de la motivación adecuada: «Cada participante debe sentirse sobre el experimento que está en su (o ella) propia causa que es una oportunidad para que él (o ella) para convertirse en un agente activo en los asuntos... en relación con su (o ella) situación de la vida. "y el estado de "gradual" inclusión de todos los criterios ajenos. Moreno habla aquí de "el lento proceso dialéctico de la experiencia sociométrica".

Sociogramas de Moreno
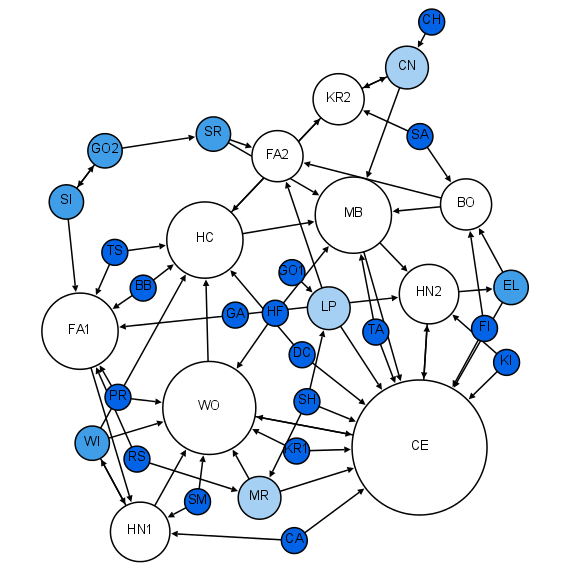
1° Grado
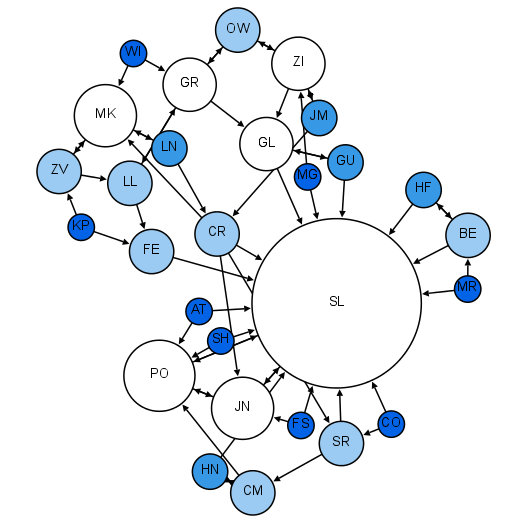
2° Grado
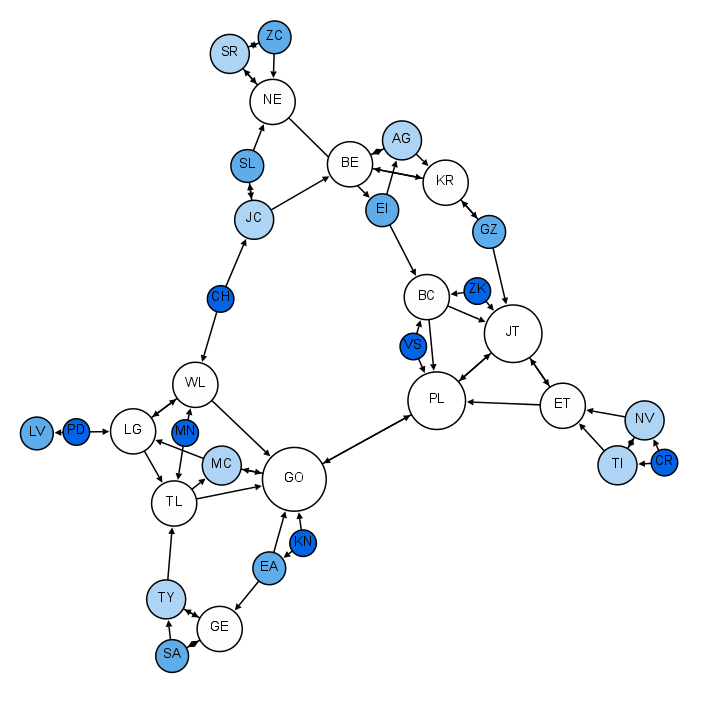
3° Grado
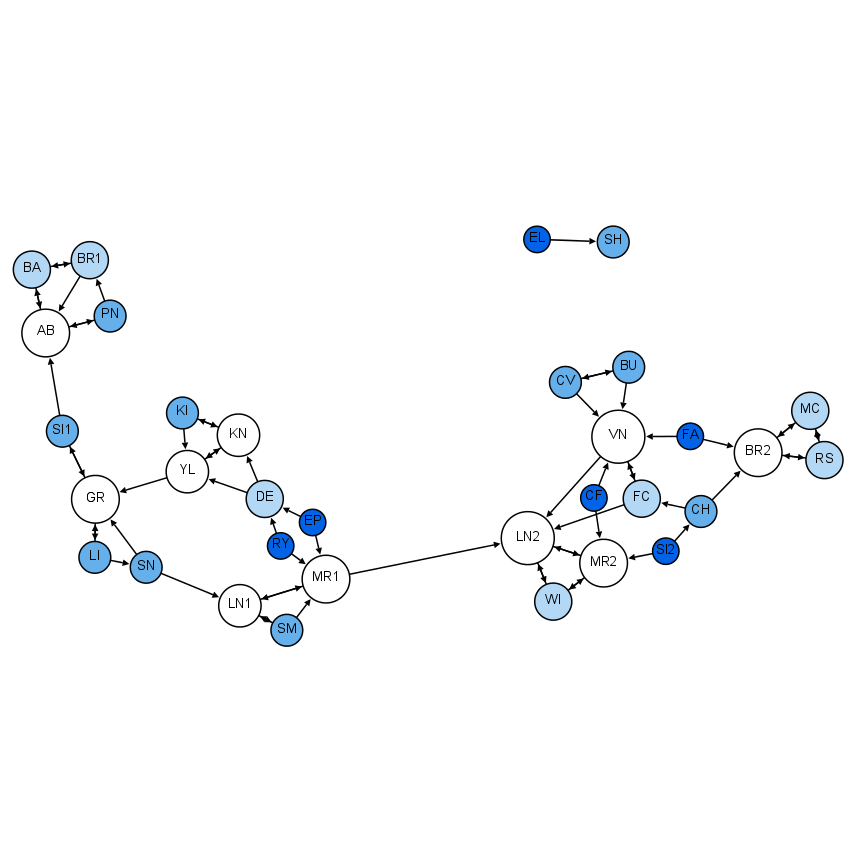
4° Grado
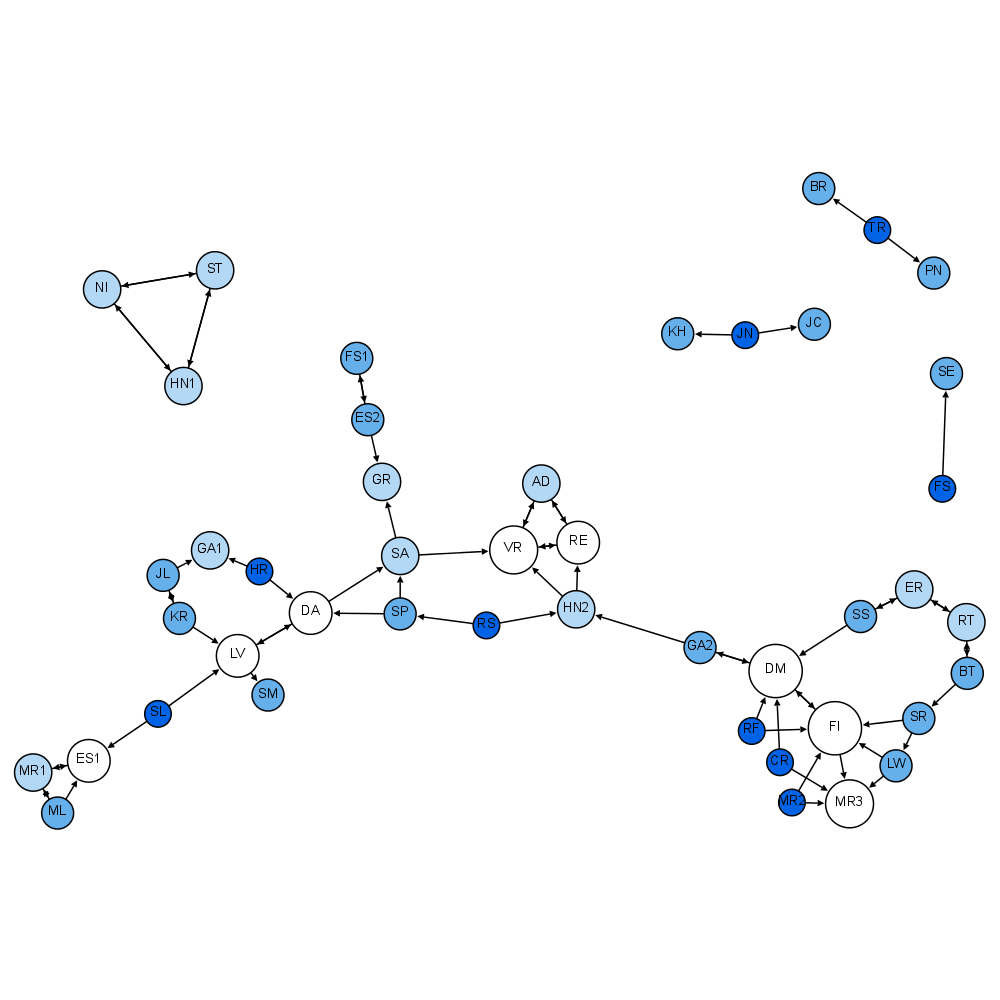
5° Grado
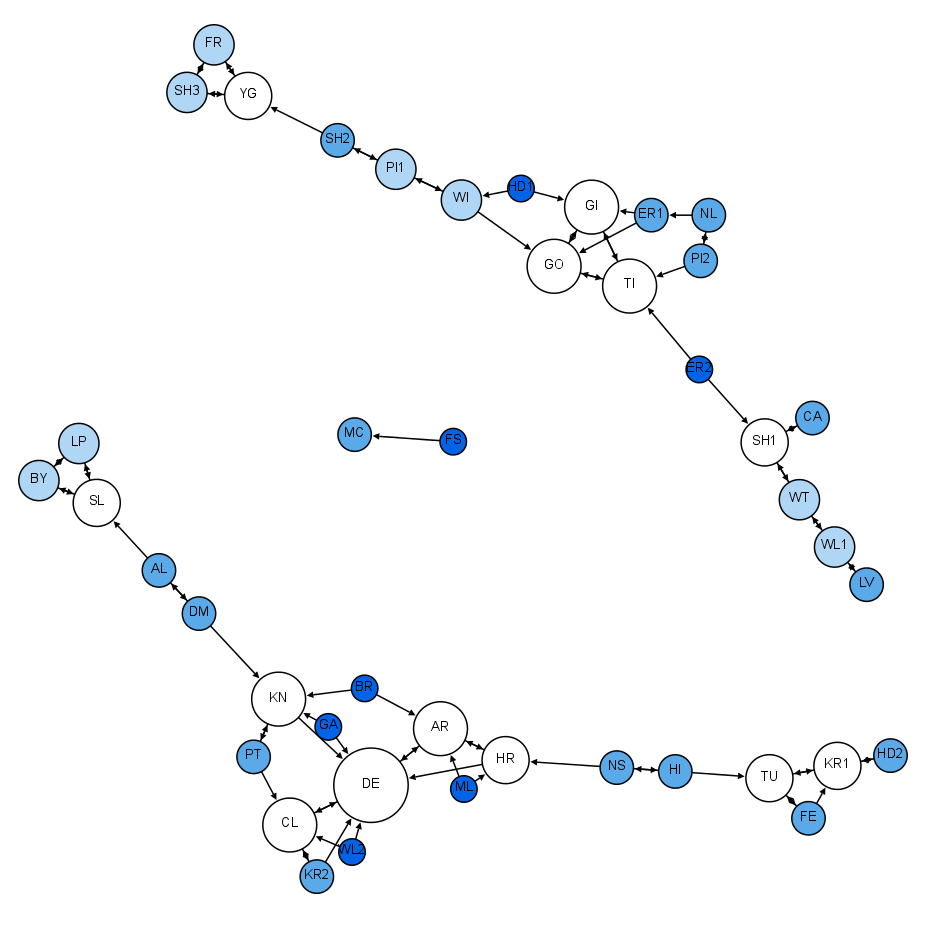
6° Grado
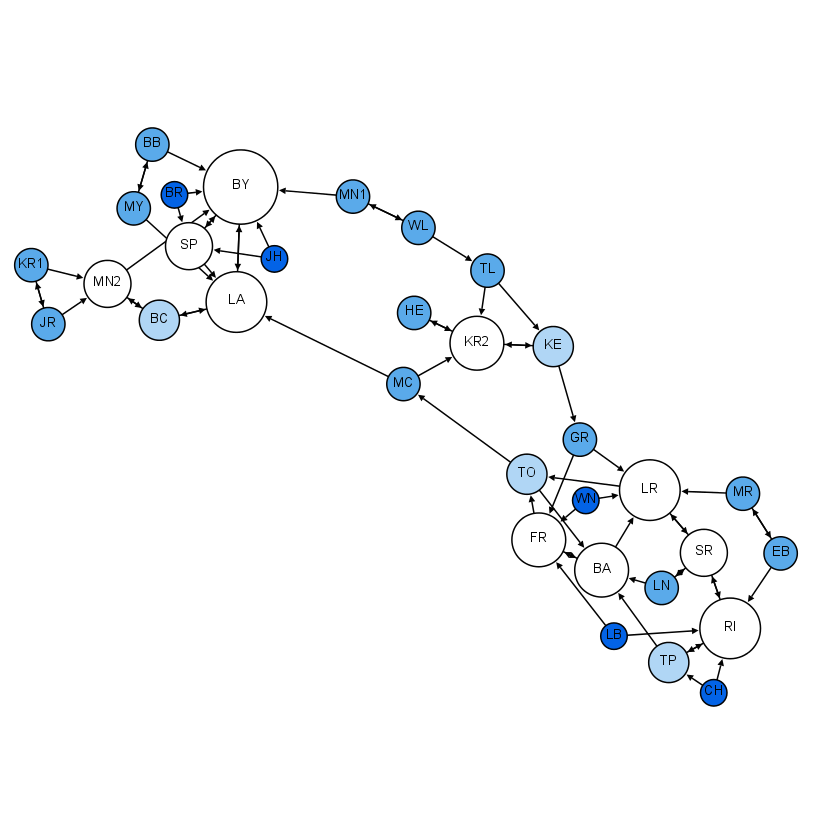
7° Grado
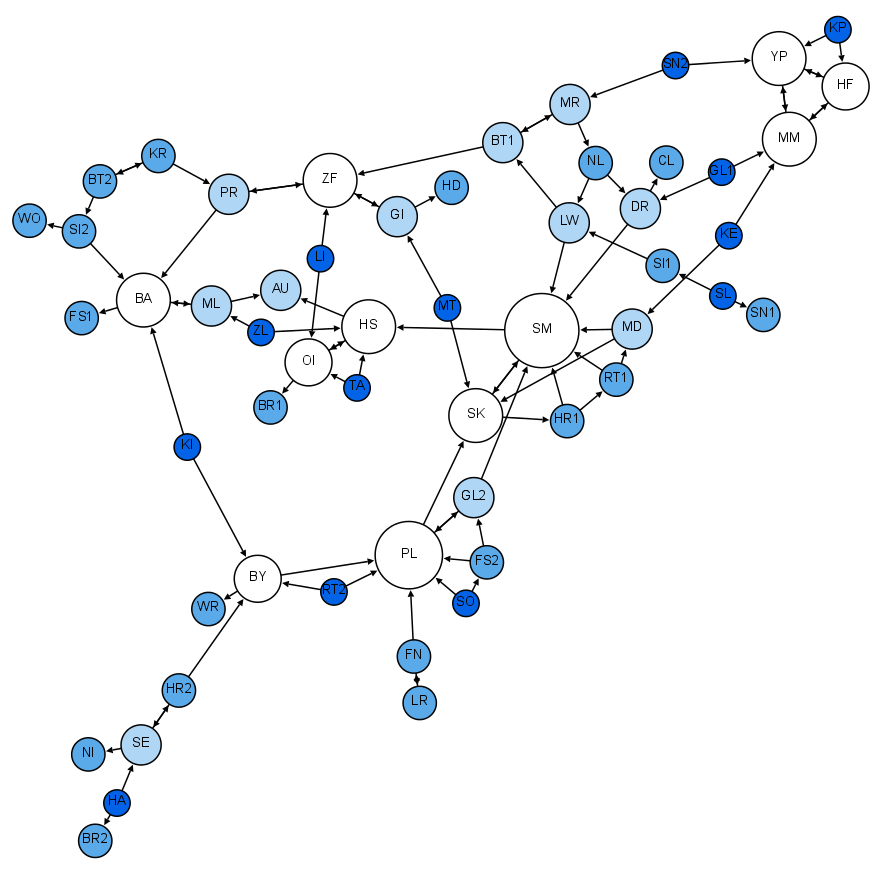
8° Grado

## Aplicaciones antropológicas de la sociometría
Teniendo en cuenta que la sociometría tiene que ver con la lealtad de grupo y las divisiones, no es sorprendente que los métodos sociométricos hayan sido utilizados para estudiar las relaciones étnicas y que las personas se identifiquen con la forma de grupos étnicos. Por ejemplo, utilizando investigación sociométrica, Joan Criswell investigó las relaciones de blancos-personas de color en las aulas de EE. UU., Gabriel Weimann investigó las relaciones étnicas en Israel, y la página James ha investigado la identificación intraétnicas e interétnicos en el Pacífico.

## Objetivos de la sociometría
1. Conocer el nivel de aceptación que una persona tiene en su grupo.
2. Evaluar el grado de cohesión entre personas de un grupo.
3. Localizar a los individuos más rechazados y más valorados (líderes potenciales).
4. Localizar a los sujetos aislados, que no despiertan ni admiración ni rechazo.
5. Comprobar las consecuencias de la incorporación de nuevas personas al grupo.
6. Verificar el grado de aceptación e incorporación de personas a un nuevo lugar de trabajo.

Medir el grado en que los sujetos son integrados en la estructura preferencial del grupo, las relaciones existentes entre individuos y la estructura de grupo.

## El test sociométrico
El test sociométrico se aplica para medir la organización de grupos sociales. En esta prueba se invita a los individuos de un grupo a elegir individuos de su propio grupo o de otro distinto. Se espera de ellos que libres de inhibiciones hagan su elección sin tomar en cuenta si las personas elegidas pertenecen a su grupo o no. El test sociométrico es un método que estudia las estructuras sociales mediante la medición de la atracción y la repulsión existentes entre los miembros de un grupo. En la esfera de las relaciones interhumanas se utilizan conceptos de profundo sentido humano como "elección" y "simpatía". Las nociones más comprensivas como "atracción" y "repulsión" trasciende la esfera humana y nos indica que en todas las sociedades no humanas, por ejemplo en grupos de animales, se presentan configuraciones análogas. La imagen de las variaciones en las relaciones recíprocas entre los individuos de un grupo se llama sociograma. Cuando representa relaciones mensurables es preferible utilizar el término sociograma sociométrico.